# Gregory Keyes
Pour les articles homonymes, voir Keyes.
Œuvres principales
- L'Âge de la déraison
- Les Royaumes d'épines et d'os

John Gregory Keyes, également connu sous les noms de Greg Keyes ou J. Gregory Keyes, né le 11 avril 1963 à Meridian au Mississippi, est un auteur américain de récits de fantasy et de science-fiction. Ses œuvres les plus connues sont L'Âge de la déraison, une uchronie se déroulant dans un XVIIIe siècle dont l'Histoire a été entièrement bouleversée par l'intervention de créatures immatérielles qualifiées d'anges ou de démons et où l'on rencontre de nombreuses figures historiques de l'époque, et Les Royaumes d'épines et d'os, saga de fantasy. 
Dans l'univers de la série télévisée Babylon 5, il a écrit la trilogie de romans du Corps Psi qui est une histoire de cette organisation de contrôle des télépathes humains et une biographie d'un de ses agents Alfred Bester.

## Biographie
Né le 11 avril 1963 à Meridian, Mississippi, dans une famille de conteurs, il apprend le navajo durant sa jeunesse. Il étudie ensuite l'anthropologie à l'Université du Mississippi, puis à celle de Géorgie avant de se consacrer à l'écriture à plein temps. Il vit avec son épouse à Savannah, Géorgie, où il enseigne également l'escrime. Ses connaissances en escrime et en linguistique sont d'ailleurs perceptibles dans ses romans.

## Œuvres

### Les Élus du Changelin
1. Les Enfants du fleuve, 2009 ((en) The Waterborn, 1996)
2. Le Dieu noir, 2010 ((en) The Blackgod, 1997)

### UniversBabylon 5

#### SérieTrilogie du Corps Psi
1. (en) Dark genesis : The Birth of the Psi Corps, 1998
2. (en) Deadly Relations : Bester Ascendant, 1999
3. (en) Final Reckoning : The Fate of Bester, 1999

### SérieL'Âge de la déraison
1. Les Démons du Roi-Soleil, Flammarion, coll. « Imagine », 2001 ((en) Newton's Cannon, 1998), trad. Olivier Deparis  (ISBN 2-08-067961-9)Grand prix de l'Imaginaire du meilleur roman étranger 2002
2. L'Algèbre des anges, Flammarion, coll. « Imagine », 2002 ((en) A Calculus of Angels, 1999), trad. Olivier Deparis  (ISBN 2-08-068189-3)
3. L'Empire de la déraison, Flammarion, coll. « Imagine », 2003 ((en) Empire of Unreason, 2000), trad. Jacques Chambon  (ISBN 2-08-068299-7)
4. Les Ombres de Dieu, Flammarion, coll. « Imagine », 2003 ((en) The Shadows of God, 2001), trad. Olivier Deparis  (ISBN 2-08-068298-9)

### UniversStar Wars

#### SérieLe Nouvel Ordre Jedi
1. L'Aurore de la victoire I : Conquête, Fleuve noir, coll. « Star Wars » no 48, 2002 ((en) Edge of Victory I: Conquest, 2001)  (ISBN 2-265-06925-6)
2. L'Aurore de la victoire II : Renaissance, Fleuve noir, coll. « Star Wars » no 50, 2002 ((en) Edge of Victory II: Rebirth, 2001)  (ISBN 2-265-06926-4)
3. L'Ultime Prophétie, Fleuve noir, coll. « Star Wars » no 65, 2004 ((en) The Final Prophecy, 2003)  (ISBN 2-265-06939-6)

### SérieLes Royaumes d'épines et d'os
1. Le Roi de bruyère, 2004 ((en) The Briar King, 2003)
2. Le Prince charnel, 2005 ((en) The Charnel Prince, 2004)
3. Le Chevalier de sang, 2006 ((en) The Blood Knight, 2006)
4. La Dernière Reine, 2008 ((en) The Born Queen, 2008)

### SérieThe Elder Scrolls
1. La Cité infernale, 2011 ((en) The Infernal City, 2011)
2. Le Seigneur des âmes, 2012 ((en) Lord of Souls, 2011)

### SérieThe High and Faraway
1. (en) The Reign of the Departed, 2018
2. (en) Kingdoms of the Cursed, 2019

### Romans indépendants
- (en) The Hounds of Ash and other tales of Fool Wolf, 2008
- (en) Dawn of the Planet of the Apes: Firestorm, 2014
- (en) Interstellar: The Official Movie Novelization, 2014
- (en) The Basilisk Throne, 2023
- (en) The Wind That Sweeps the Stars, 2024